# Do It for Your Lover
Chansons représentant l'Espagne au Concours Eurovision de la chanson
Say Yay!
(2016) Tu canción
(2018)
Do It for Your Lover (en français « Fais-le pour ton amant ») est la chanson de Manel Navarro qui représente l'Espagne au Concours Eurovision de la chanson 2017 à Kiev, en Ukraine.
L'Espagne étant un membre du Big Five, elle est directement qualifiée pour la finale le 13 mai 2017. La chanson est classée 26e et dernière après une fausse note du chanteur pendant son interprétation.
Le clip vidéo de la chanson a été enregistré dans différents endroits sur la côte de Tenerife,.